# Leucogyrophana subtessulata
Leucogyrophana subtessulata är en svampart som först beskrevs av Erast Parmasto, och fick sitt nu gällande namn av Jülich 1971. Leucogyrophana subtessulata ingår i släktet Leucogyrophana och familjen Hygrophoropsidaceae.   Inga underarter finns listade i Catalogue of Life.